# Lower Kingswood
Lower Kingswood – wieś w Anglii, w hrabstwie Surrey, w dystrykcie Reigate and Banstead. Leży 25 km na południe od centrum Londynu. Miejscowość liczy 2511 mieszkańców.